# 竹笋芋螺
竹笋芋螺（学名：Conus terebra），是新腹足目芋螺科芋螺属的一种。主要分布于印度尼西亚、台湾，常栖息在浅海珊瑚礁。